# Перинатальные матрицы
Перината́льные ма́трицы (базовые перинатальные матрицы или БПМ, англ. Basic Perinatal Matrices; лат. peri —около, лат. natalis — относящийся к рождению, лат. matrix — первопричина) — теоретическая модель о состояниях психики до и во время рождения, относящаяся к трансперсональной и перинатальной психологии. Она была впервые выдвинута в 1975 году С. Грофом. Согласно этой модели, во время внутриутробного развития и родов человек переживает особый опыт, который, в том числе, может быть связан с так называемой «родовой травмой». Утверждается, что перинатальные матрицы оказывают влияние на всю последующую жизнь и могут быть причиной различных психических явлений.

В работах Грофа и некоторых его последователей постулируется, что опыт рождения открывает доступ к трансперсональному уровню психики и сам содержит трансперсональные элементы, однако не все трансперсональные и перинатальные психологи согласны с такой характеристикой. Идея перинатальных матриц подвергается критике как малообоснованная и многими исследователями считается ненаучной. Тем не менее, концепция перинатальных матриц рассматривается в некоторых научных работах, как в сочетании с эзотерическими и мистическими воззрениями, так и отдельно от них.

## История
Считается, что первым идею о психологическом значении родовой травмы выдвинул Отто Ранк в своей книге «Травма рождения» (нем. Das Trauma der Geburt) в 1924 году. В дальнейшем эту идею развили Дональд Вудс Винникотт и М. Л. Пирболт. Их работы оказали влияние на появление идеи перинатальных матриц.

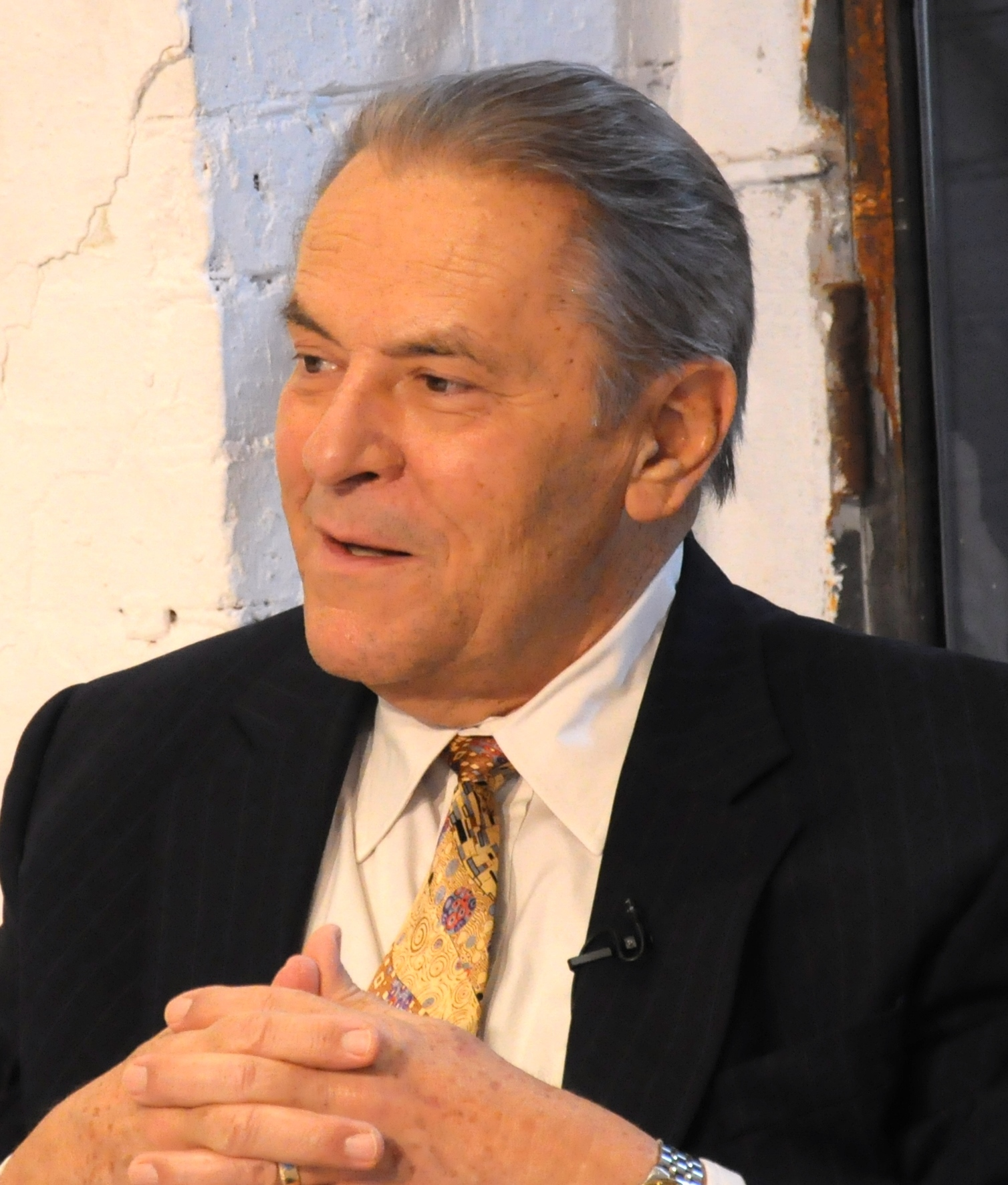
Станислав Гроф

Теорию о базовых перинатальных матрицах ввёл и разработал один из основоположников трансперсональной психологии Станислав Гроф, в 1975 году в работе «Области человеческого бессознательного» («Realms of Human Unconscious»). Идея о перинатальных матрицах возникла в результате анализа сеансов психоделической психотерапии с применением ЛСД и дипропилтриптамина, которые проводились Грофом. После запрета на применение ЛСД в медицинских целях в конце 1960 годов в США, исследования по психоделической психотерапии продолжились с использованием специальной дыхательной техники, названной «холотропное дыхание». Все эти исследования привели Грофа к предположению, что некоторые события откладывают особый след в психике человека, который он назвал «система конденсированного опыта» (англ. System of COndensed EXperience, COEX-System). При этом особо выделялись некоторые области бессознательного, которые были интерпретированы как воспоминания об опыте эмбрионального развития и рождения. Так же, как и в некоторых более ранних работах, постулировалось, что родовая травма может оказывать существенное влияние на психику человека в течение всей жизни и быть причиной психических расстройств.
В 2000-х годах Гроф с Ричардом Тарнасом ввели в свою версию концепции БПМ астрологию, проассоциировав четыре БПМ с четырьмя архетипами, которые они в свою очередь астрологически сопоставили четырём внешним планетам.

## Базовые перинатальные матрицы
Станислав Гроф в своих работах постулировал, что психика человека формируется не только на биографическом этапе, но и в перинатальный (добиографический) период, соответствующий стадии эмбриона и процессу родов. Перинатальная область психики относится к бессознательному и состоит из четырёх отдельных частей, соответствующих последовательным физиологическим этапам беременности и родов. Эти области бессознательного были названы термином «базовые перинатальные матрицы».

### БПМ-I
БПМ-I или «амниотическая вселенная», относится к статическому пребыванию эмбриона в утробе матери, которая представляет для эмбриона весь его мир. Остальные матрицы являются динамическими, что отличает эту матрицу от них. Утверждается, что природа данной матрицы обусловлена биологическим опытом пребывания в утробе матери и зависит от условий этого пребывания. Как и в случае с другими матрицами, при регрессе до данного этапа, опыт можно вновь пережить как в ощущении конкретной биологической формы, так и в ощущении различных символических и архетипических образов и других явлений. Если данный этап онтогенеза был пережит без каких-либо проблем, то содержание БПМ-I будет наполнено ощущением лёгкости, безмятежности, покоя и радости. В таком случае, БПМ-1 может содержать в себе переживания отсутствия препятствий, отождествления с водными формами жизни, пребыванием в космосе.
В том случае, если во время беременности были те или иные патологические отклонения, то в содержание БПМ-I могут добавиться негативные элементы. Также на это может влиять плацентарная недостаточность, стеснение плода в матке по мере его роста, угроза выкидыша, отравление токсинами, в том числе алкоголем, никотином. Негативные переживания могут включать в себя ощущения изолированности, паранойи, ненависти, насторожённости. Могут присутствовать ощущения отравления, загрязнённых водоёмов, заражённой или опасной природы, кровавых апокалиптических видений, человек может отождествлять себя со смертниками в газовых камерах, солдатами, подвергшимися действию химического оружия.

### БПМ-II
БПМ-II Гроф резюмировано назвал «космическая поглощённость и отсутствие выхода». Она соответствует первой фазе родов, то есть схваткам. Биологическая основа данного этапа связана с периодическими сокращениями матки, при которых шейка матки ещё закрыта. Плод на этом этапе уже не может получать достаточно питательных веществ и кислорода. В регрессивных терапевтических переживаниях могут присутствовать ощущения клаустрофобии, страха, тревоги, обиды, гнева, беспомощности, предательства или бесполезности. Возможно отождествление с заключёнными в подземельях или в концентрационных лагерях, грешниками в аду, архетипическими фигурами, ассоциирующимися с вечным проклятием.

### БПМ-III
БПМ-III Гроф назвал фазой борьбы смерти и возрождения. Эта фаза соответствует второй фазе родов, при которой матка продолжает сокращаться, но шейка матки уже открыта и плод может постепенно проходить через родовой канал. Прохождение по родовому каналу становится для ребёнка первым опытом сознательного преодоления пути. К ограничениям и проблемам, которые присутствуют уже в БПМ-II, добавляются новые: асфиксия может только возрастать, есть возможность, что рождающийся ребёнок вступит в контакт с околоплодной жидкостью, кровью, слизью, мочой и даже калом. При регрессе до данного этапа могут наблюдаться ощущения борьбы, потрясений, боли, движения и прогресса. Могут повторяться движения головой, характерные для движений младенца, продвигающегося по родовому каналу. Паттерн БПМ-III может включать в себя переживания титанической борьбы, садомазохистские и скатологические элементы, половое возбуждение, архетипические образы мифологических и культурных героев, встречу с огнём и так далее.

### БПМ-IV
БПМ-IV Гроф назвал фазой переживаний смерти и возрождения. Эта фаза относится непосредственно к рождению и первым минутам и часам после него. Биологическая основа данного этапа связана с окончательным разрывом с телом матери, началом дыхания, а также реакцией ребёнка на кесарево сечение, анестезию, акушерские щипцы и другие новые ощущения. Как и в случае с другими матрицами, в регрессивных терапевтических переживаниях могут присутствовать как ощущения конкретных физиологических и биологических событий, так и ощущения различных символических и архетипических образов и других явлений. Чувства освобождения, любви, принятия, спасения и искупления грехов могут перемежаться с чувствами возмущения, отторжения, недоумения, краха, эмоциональной гибели, поражения и вечного проклятия. БПМ-IV может быть насыщена архетипическими образами, связанными с смертью и возрождением, раем и адом, ощущением яркого света.

## Оценки
Идея о перинатальных матрицах подвергается критике как ненаучная и не связанная с традиционной психологией. Негативное мнение связано с вольной, с точки зрения критиков, интерпретацией переживаний под воздействием ЛСД, со вторичными по отношению к восточной философии трактовками. Данная критика находится в общем тренде с критикой трансперсональной психологии в целом. Также существует точка зрения, по которой есть некоторое противоречие в работах Грофа: концепция перинатальных матриц оценивается как детерминистская, в то время как сам Гроф критикует детерминистские и редукционистские подходы.
С точки зрения И. В. Добрякова, идея базовых перинатальных матриц может рассматриваться в рамках перинатальной психологии, при этом отмечается, что использование парапсихологических и мистических элементов теории перинатальных матриц дискредитирует перинатальную психологию. Кроме того, его мнение можно понять как несогласие с исходными формулировками Грофа, в которых утверждается, что опыт биологического рождения — трансперсональный.
Некоторые христиане также подвергают критике идею перинатальных матриц как ненаучную, при этом подвергается сомнению целесообразность использования ЛСД при проведении исследований такого рода, что также соответствует общей критике трансперсональной психологии как направления. Развитие трансперсональной психологии воспринимается как экспансия в духовную сферу.
С точки зрения самого Грофа, наблюдения в трансперсональной области психики противоречат устоявшимся научным взглядам, а изучение трансперсональной области психики является вызовом современной научной системе взглядов (называемой им «ньютоно-картезианская парадигма западной науки»).
Одним из существенных возражений на модель БПМ Гроф считает то, что на момент родов и в первые месяцы жизни нервы ребёнка ещё не миелинизированы. По мнению Грофа, с точки зрения современной нейрофизиологии недостаток миелина у новорождённых означает невозможность формирования воспоминаний. Тем не менее, существуют исследования, не связанные с концепцией БПМ, по данным которых у новорождённых имеется визуальная или аудиовизуальная память. Также по данным ряда исследований, не связанных с концепцией БПМ, возможна связь между течением беременности и родов и дальнейшим психическим развитием ребёнка.
По мнению Кена Уилбера, далеко не все опыты по психоделической психотерапии, проводившиеся Грофом и позволившие ему постулировать существование перинатальных матриц, могут быть однозначно связаны именно с процессом биологического рождения. В частности, эти возражения касались тех переживаний, которые интерпретировались как «переживание смерти и возрождения» и других экзистенциальных переживаний. Указывается, что переживания такого рода могут быть связаны с другими жизненными обстоятельствами, например, с опытом экстремальных или близких к смерти событий. Это позволяет Кену Уилберу усомниться в том, что мнение о перинатальных матрицах, как об одном из главных путей к трансперсональному опыту, справедливо. Также критике подвергается то, что для исследования перинатального уровня бессознательного Гроф использовал главным образом психоделические препараты, но не использовал, например, различные медитативные техники. Критикуется и понимание термина «перинатальный». Тем не менее, сам факт существования перинатальных матриц, равно как и то, что они могут играть существенную роль в психике человека, им не оспаривается.
Отмечается значительная связь между теорией о перинатальных матрицах и работами Карла Густава Юнга. Продемонстрирована общность различных аспектов перинатальных матриц с архетипическими и мифологическими образами. Например, указывается на связь скатологического аспекта БПМ-III с мифом о Авгиевых конюшнях, связь аспекта смерти и возрождения БПМ-IV с библейскими темами воскресения Христа, воскресением или околосмертным опытом древнеегипетского Осириса, древнегреческих Адониса, Диониса, Орфея и т. п.
В 2001г. была издана первая монография по Перинатальной психологии ( в Санкт-Петербурге)  Коваленко Н.П. и в 2014 году она была переиздана. Коваленко Н.П. рассмотрела перинатальные матрицы в связи с травматизацией плода в период вынашивания и рождения, и предложила психопрофилактическую программу для профилактики  травматизма рождения, о котором говорил Отто Ранк.  В дальнейшем актуальность применения термина "матрицы" была исчерпана  и  в профессиональном сообществе  стал чаще использоваться термин "Перинатальная память". В настоящее время существует Ассоциация развития перинатальной психологии и медицины, в которой психологи и врачи  изучают психогенные причины внутриутробной и родовой травматизации и методы  компенсации этой травмы, так как в ней присутствует психогенный компонент.

## Комментарии
1. 1 2  Имеется в виду не медицинский термин родовая травма, а термин трансперсональной и перинатальной психологии, обозначающий влияние родов на психику человека[5]